# Goat Horns
«Goat Horns» — дебютний студійний альбом гурту «Nokturnal Mortum», випущений у 1997 році, лейблом Oriana Productions.

## Композиції
Автор слів Nokturnal Mortum. 
| Goat Horns | Goat Horns            | Goat Horns |
| #          | Назва                 | Тривалість |
| ---------- | --------------------- | ---------- |
| 1.         | «Black Moon Overture» | 4:47       |
| 2.         | «Kuyaviya»            | 7:02       |
| 3.         | «Goat Horns»          | 9:04       |
| 4.         | «Unholy Orathania»    | 8:07       |
| 5.         | «Veles' Scrolls»      | 11:47      |
| 6.         | «Kolyada»             | 7:08       |
| 7.         | «Eternal Circle»      | 3:50       |

Примітки
- Текст жодної з пісень був не опублікований, окрім пісні Kolyada.

## Над альбомом працювали
- Bass - Xaarquath
- Drums - Munruthel
- Guitar - Karpath
- Keyboards - Sataroth , Saturious
- Vocals, Guitar - Knjaz Varggoth
- Producer - Nokturnal Mortum